# فيلا فاليه

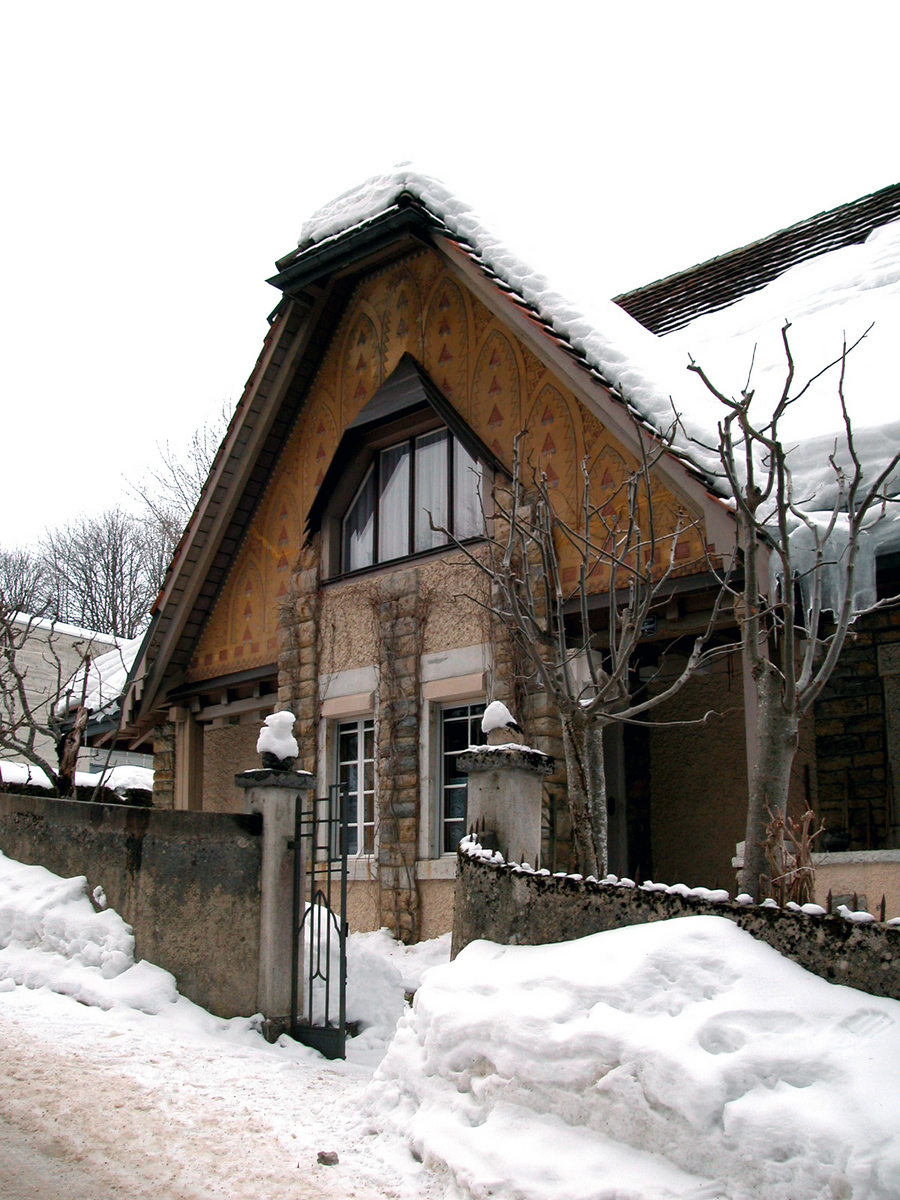
فيلا فاليه، لا شو دو فون.

فيلا فاليه (بالفرنسية: Villa Fallet) هو بيت يقع في بلدة لا شو دو فون، سويسرا. قام بتصميمه المعمار السويسري الفرنسي لو كوربوزييه. لقد كان هذا البيت أول أعماله كمعماري، حيث تم الانتهاء من إنشاءه في عام 1905. وهو مُعترف به على أنه مبنى ذو أهمية ثقافية في سويسرا
.

## التصميم
تم تصميم البيت على طراز الشاليهات السويسرية، بوجود سقف ذو ميلان حاد. وهو نمط مبكر في تطور تصاميم لو كوربوزييه.